# Gmina Fayette (hrabstwo Decatur)

Położenie Gminy Fayette w hrabstwie Decatur

Gmina Fayette (ang. Fayette Township) – gmina w USA, w stanie Iowa, w hrabstwie Decatur. Według danych z 2000 roku gmina miała 185 mieszkańców, a jej powierzchnia wynosi 59,99 km².